# César-díjak 1977
A 2. Césarok éjszakáját 1977. február 19-én a párizsi Pleyel előadóteremben rendezték meg, Lino Ventura olasz-francia színész tiszteletbeli elnökletével.
A díjalapítók döntése értelmében 1977-től rövidfilmek is kaphattak elismerést, három kategóriában: legjobb animációs, fikciós és dokumentumfilm.
A francia Filmművészeti és Filmtechnikai Akadémia tagjai három filmet találtak kiemelkedőnek az 1976-ban filmszínházakba került alkotások közül; mindhármat 3-3 díjjal jutalmazták. A legjobb film és rendezés díját Joseph Losey vehette át Klein úr  című filmdrámájáért. E film díszleteiért kapott első alkalommal elismerést a magyar származású Alexandre Trauner. Bertrand Tavernier A bíró és a gyilkos című alkotása forgatókönyvével, zenéjével és főszereplő színésze, Michel Galabru alakításával emelkedett ki a mezőnyből, míg André Téchiné Barocco-ja a zenével, képi világával és Marie-France Pisier játékával. Különlegessége a gálának, hogy három művész is két-két Césart vehetett át: Bruno Nuytten operatőr (Útkereső és Barocco), Philippe Sarde zeneszerző (Barocco és A bíró és a gyilkos), valamint Claude Brasseur színész (A svihák és Sokat akar a szarka...).
A gálán munkájának elismeréseként tiszteletbeli Césart vehetett át Jacques Tati színész, rendező, s megemlékeztek az egy hónappal korábban elhunyt Henri Langlois-ról, a francia filmes hagyaték megőrzésének úttörőjéről, a Francia Filmtár (Cinémathèque Française) alapító tagjáról és vezetőjéről.

## Díjazottak
| Díjak                                      | Díjazottak és jelöltek |
| ------------------------------------------ | --- |
| legjobb film                               | - Klein úr (Monsieur Klein), rendezte: Joseph Losey - Barocco, rendezte: André Téchiné - A bíró és a gyilkos (Le juge et l'assassin), rendezte: Bertrand Tavernier - Útkereső (La meilleure façon de marcher), rendezte: Claude Miller |
| legjobb rendező                            | - Joseph Losey – Klein úr (Monsieur Klein) - André Téchiné – Barocco - Bertrand Tavernier – A bíró és a gyilkos (Le juge et l'assassin) - Claude Miller – Útkereső (La meilleure façon de marcher) |
| legjobb színésznő                          | - Annie Girardot – Csak egy asszony... (Docteur Françoise Gailland) - Isabelle Adjani – Barocco - Miou-Miou – F mint Fairbanks (F comme Fairbanks) - Romy Schneider – Menekülés Görögországból (Une femme à sa fenêtre) |
| legjobb színész                            | - Michel Galabru – A bíró és a gyilkos (Le juge et l'assassin) - Alain Delon – Klein úr (Monsieur Klein) - Gérard Depardieu – Az utolsó asszony (La dernière femme) - Patrick Dewaere – Útkereső (La meilleure façon de marcher) |
| legjobb mellékszereplő színésznő           | - Marie-France Pisier – Barocco - Brigitte Fossey – Le bon et les méchants - Francine Racette – Lumière - Anny Duperey – Sokat akar a szarka... (Un éléphant ça trompe énormément]) |
| legjobb mellékszereplő színész             | - Claude Brasseur – A svihák (Le grand escogriffe) - Claude Brasseur – Sokat akar a szarka... (Un éléphant ça trompe énormément) - Jean-Claude Brialy – A bíró és a gyilkos (Le juge et l’assassin) - Charles Denner – Si c’était à refaire - Jacques Dutronc – Mado |
| legjobb operatőr                           | - Bruno Nuytten – Útkereső (La meilleure façon de marcher) és Barocco - Étienne Becker – A játékszer (Le jouet) - Gerry Fisher – Klein úr (Monsieur Klein) - Claude Renoir – Csak egy asszony... (Docteur Françoise Gailland) - Claude Renoir – A hitetlen asszony (Une femme fidèle)                                                                                                |
| legjobb vágás                              | - Marie-Josephe Yoyotte – Police Python 357 - Henri Lanoë – Klein úr (Monsieur Klein) - Claudine Merlin – Barocco - Jean Ravel – Menekülés Görögországból (Une femme à sa fenêtre) |
| legjobb eredeti vagy adaptált forgatókönyv | - Jean Aurenche és Bertrand Tavernier – A bíró és a gyilkos (Le juge et l'assassin) - Luc Béraud és Claude Miller – Útkereső (La meilleure façon de marcher) - Jean-Loup Dabadie – Sokat akar a szarka... (Un éléphant ça trompe énormément]) - Francis Veber – A játékszer (Le jouet)                                                                                               |
| legjobb filmzene                           | - Philippe Sarde – Barocco - Philippe Sarde – A bíró és a gyilkos (Le juge et l'assassin) - Georges Delerue – A svihák (Le grand escogriffe) - Georges Delerue – Police Python 357 - Serge Gainsbourg – Szeretlek, én se téged (Je t'aime moi non plus) - Mort Shuman – Ide nekünk az angol csajokat! (À nous les petites Anglaises!)                                                |
| legjobb hang                               | - Jean-Pierre Ruh – Mado - Paul Lainé – Barocco - Antoine Bonfanti – Szeretlek, én se téged (Je t'aime moi non plus) - Paul Lainé – Útkereső (La meilleure façon de marcher) - Jean Labussière – Klein úr (Monsieur Klein) |
| legjobb díszlet                            | - Alexandre Trauner – Klein úr (Monsieur Klein) - Bernard Evein – A játékszer (Le jouet) - Pierre Guffroy – Mado - Pierre Guffroy – A lakó (Le locataire) - Ferdinando Scarfiotti – Barocco |
| legjobb animációs rövidfilm                | - Un comédien sans paradoxe, rendezte: Robert Lapoujade - Bactéries nos amies, rendezte: Michel Boschet - Déjeuner du matin, rendezte: Patrick Bokanowski - L'empreinte, rendezte: Jacques Cardon - Oiseau de nuit, rendezte: Bernard Palacios - La rosette arrosée, rendezte: Paul Dopff                                                                                            |
| legjobb fikciós rövidfilm                  | - Comment ça va je m'en fous, rendezte: François de Roubaix - Chaleur d'été, rendezte: Jean-Louis Leconte - L'enfant prisonnier, rendezte: Jean-Michel Carré - L'hiver approche, rendezte: Georges Bensoussan - La nuit du beau marin peut-être, rendezte: Frank Verpillat - Le destin de Jean-Noël, rendezte: Gabriel Auer                                                          |
| legjobb dokumentum rövidfilm               | - Une histoire de ballon, lycée n°31 Pékin, rendezte: Marceline Loridan és Joris Ivens - L'atelier de Louis, rendezte: Didier Pourcel - L'éruption de la Montagne Pelée, rendezte: Manuel Otéro - Hongrie vers quel socialisme ?, rendezte: Claude Weisz - Les murs d'une révolution, rendezte: Jean-Paul Dekiss - Réponse de femmes: Notre corps, notre sexe, rendezte: Agnès Varda |
| legjobb külföldi film                      | - Mennyire szerettük egymást! (C'eravamo tanto amati), rendezte: Ettore Scola ( ITA) - Barry Lyndon, rendezte: Stanley Kubrick ( UK, USA) - Nevelj hollót (Cría cuervos), rendezte: Carlos Saura ( ESP) - Száll a kakukk fészkére (One Flew Over the Cuckoo's Nest), rendezte: Miloš Forman ( USA)                                                                                   |
| tiszteletbeli César                        | - Jacques Tati |

## Többszörös jelölések és elismerések
| Jelölés | Díj | Magyar cím               | Eredeti cím                      |
| ------- | --- | ------------------------ | -------------------------------- |
| 9       | 3   | Barocco                  | Barocco                          |
| 7       | 3   | Klein úr                 | Monsieur Klein                   |
| 6       | 2   | A bíró és a gyilkos      | Le juge et l'assassin            |
| 6       | 1   | Útkereső                 | La meilleure façon de marcher    |
| 3       | 0   | A játékszer              | Le jouet                         |
| 3       | 0   | –––                      | Mado                             |
| 3       | 0   | Sokat akar a szarka...   | Un éléphant ça trompe énormément |
| 2       | 1   | A svihák                 | Le grand escogriffe              |
| 2       | 1   | Csak egy asszony...      | Docteur Françoise Gailland       |
| 2       | 1   | Police Python 357        | Police Python 357                |
| 2       | 0   | Menekülés Görögországból | Une femme à sa fenêtre           |
| 2       | 0   | Szeretlek, én se téged   | Je t'aime moi non plus           |